# لویک، نورث‌آمبرلند
لویک (به انگلیسی: Lowick) یک روستا و محله مدنی در بریتانیا است که در نورث‌آمبرلند واقع شده‌است. لویک ۵۵۲ نفر جمعیت دارد.